# Le Pigeon sauvage
Pour plus de détails, voir Fiche technique et Distribution.
Le Pigeon sauvage (en russe : Чужая Белая и Рябой) est un film soviétique réalisé par Sergueï Soloviov et sorti en 1986.
Le film a remporté le prix spécial du jury à la Mostra de Venise 1986.

## Synopsis
L'histoire du film se passe à l'automne 1946 dans une petite ville provinciale de l'ouest du Kazakhstan soviétique. Ivan Naïdenov, un jeune garçon préadolescent, surnommé Sedoï (c'est-à-dire: le Grisonnant, à cause d'une mèche de cheveux blanche) est un colombophile passionné, au point qu'un jour il capture au risque de sa vie et par inconscience de gamin une colombe blanche arrivée ici on ne sait d'où. Les autres éleveurs amateurs de pigeons de la ville ont tôt fait d'apprendre la nouvelle et certains décident de s'en emparer. Une nuit donc des voleurs viennent prendre la Blanche, ainsi qu'est surnommée la colombe d'Ivan. Celui-ci se met en quête de la retrouver et découvre qu'elle est chez Kolia (dit le Tzigane), une « autorité » chez les colombophiles. Le jeune garçon grâce à sa malice parvient à reprendre son bien, mais comprend que l'oiseau est condamné et le remet en liberté.
Tout le fond de l'histoire se passe dans une petite ville d'Asie centrale un an après la fin de la guerre, où sont regroupés d'anciens civils évacués des grandes villes européennes de l'ouest de l'URSS, ainsi que des condamnés à l'exil, car ayant appartenu autrefois à l'élite sociale ou intellectuelle. Sergueï Soloviov déclare ainsi dans un article à propos de l'histoire de la réalisation de ce film: « On trouvait là-bas à Aktioubinsk par l'étrange logique du Goulag des années 1930, toute sorte de gens, comme des descendants de la noblesse pétersbourgeoise qui n'avaient pu émigrer, des intellectuels dont le régime stalinien voulait se débarrasser. Plus tard aux condamnés des années 1937 et suivantes, se sont ajoutés les évacués de la guerre (1941-1945). Ainsi des comtes, princes, mondains, artistes, etc. de l'ancien grand monde pétersbourgeois se trouvaient ici à vivre dans des maisonnettes chancelantes faites d'argile et de tiges de scirpes. »
Le film est construit sur le contraste du bien et du mal, de l'amitié et de l'inimitié, de l'amour et de la haine, de la richesse du monde intérieur spirituel des héros et de la pauvreté d'une existence impossible à construire. Pour renforcer la situation dramatique, le réalisateur utilise des scènes en couleur et des scènes en noir et blanc. Les premières pour la ligne de fond du film, les secondes pour évoquer des épisodes de second plan, qui entraînent la sympathie et la compassion du spectateur envers les héros du film qui sont enchaînés dans une succession de situations parfois ridicules et tragiques.
Ce film a constitué un tournant dans la carrière de Soloviov.

## Fiche technique
- Titre français : Le Pigeon sauvage[3]
- Titre original : Чужая Белая и Рябой, Tchoujaïa Belaïa i Riaboï (litt. « La Blanche étrangère et l'Ondulé »)
- Réalisateur : Sergueï Soloviov
- Scénariste : Sergueï Soloviov (inspiré d'une nouvelle de Boris Riakhovski[4])
- Chef-opérateur: Youri Klimenko
- Directeur artistique: Marksen Hauchmann-Sverdlov
- Musique : Isaak Schwarz, ainsi que des œuvres de Mozart, Beethoven, Mahler, John Field, Bartok et Chostakovitch
- Société de production : Mosfilm, Kazakhfilm
- Pays de production :  Union soviétique
- Langue de tournage : russe
- Genre : Drame
- Durée : 100 minutes
- Année de sortie: 1986

## Distribution
- Viatcheslav Iliouchtchenko — Ivan Naïdenov, dit le Grisonnant («Sedoï»)
- Alexandre Bachirov —  l'Étranger («Tchoudak»)
- Andreï Bitov — Piotr Pétrovitch Startsev, dit «Pépé», pianiste, professeur de musique et ancien mari de Xénia Nikolaïevna
- Arkadi Vissotski — le frère de «Balda» (le Marteau)
- Ilia Ivanov — Benjamin Jous
- Tatiana Ignatova — la spectatrice du cinéma de plein air
- Liubomiras Laucevicius — le père d'Ivan Naïdenov
- Boris Riakhovski — Rakhov, professeur de dessin
- Lioudmila Savelieva — Xénia Nikolaïevna Startseva, actrice
- Anatoli Slivnikov — Colonel Pilipenko
- Vladimir Stelkov — Kolia, dit le Tzigane
- Soultan Balov — Мourat, ami d'Ivan Naïdenov, élève de Piotr Pétrovitch
- Viatcheslav Koutchanov — «Тouchkan»
- Mikhaïl Levtchenko (II) — «Choutia»
- Sergueï Mildenberger — second frère de «Balda» (le Marteau)
- Boris Olekhnovitch — Маrtin
- Andreï Philosov — Savitski
- Hermann Schorr — Micha

Avec la participation dans certains épisodes de: 
- Sergueï Bodrov
- Sergueï Garmach
- Viktor Markine
- Talgat Temenov
- Bigoulsine Koudabaïeva, etc.

## Récompenses
- Grand prix du jury de la Mostra de Venise, 1986
- Grand prix du festival de Tbilissi des films d'enfance, 1987
- Prix du meilleur scénario au Ier festival international des films d'enfance et de jeunesse d'Alger, 1987
- Candidat aux Oscars 1987 pour l'URSS, mais il n'est pas parvenu à franchir la cinquième place pour être nommé dans la catégorie du meilleur film étranger